# Alex Raymond

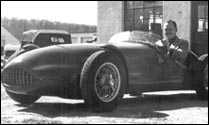
Alex Raymond i sin Bandinibil.

Alexander Gillespie "Alex" Raymond, född 2 oktober 1909 i New Rochelle, New York, död 6 september 1956 i Westport, Connecticut, var en amerikansk serietecknare. Han var en av 1900-talets mest stilbildande och viktigaste serieskapare, och skapade serierna Blixt Gordon, Djungel-Jim, Agent X9 och Rip Kirby.

## Biografi

### Tidig karriär
Raymond var äldst i en syskonskara bestående av fem bröder och en syster. Alla sex gillade att teckna. 1929 började Raymond sin professionella karriär som tecknare som assistent till Russ Westover på dennes serie Tillie the Toiler. Året efter blev han Chic Youngs assistent på dennes Blondie. Från att under sitt första år på Blondie mest ägnat sig åt att teckna bakgrunder, kan man från mitten av 1931 kan tydligt se spår av Raymonds stil hos seriens olika bifigurer. Ungefär samtidigt började Raymond dessutom arbeta för Chic Youngs bror, Lyman Young, som gjorde serien Tim Tyler’s Luck.
Raymond arbetade fortfarande anonymt 1933 när chefen för King Features Syndicate Joseph V. Connolly skickade ut ett PM till sina anställda där han efterlyste en ny science fiction-serie som kunde ta upp kampen med den konkurrerande serien Buck Rogers och dessutom en djungelserie som kunde matcha Hal Fosters serie Tarzan. Raymond satte igång att rita sina egna serier på lediga stunder under hösten 1933.

### Blixt Gordon
Sålunda debuterade serien Blixt Gordon (Flash Gordon) den 7 januari 1934 i färg i de amerikanska seriebilagorna som medföljer med de amerikanska morgontidningarna på söndagarna. Redan från början är det full fart på äventyret. En underlig främmande planet rusar mot jorden – bara ett mirakel kan rädda oss! Blixt Gordon och flickvännen Dale Arden försöker tillsammans med vetenskapsmannen doktor Hans Zarkov rädda jorden genom genskjuta planeten i en rymdraket. Den tredje veckan visar det sig att det är den ondsinte diktatorn Ming på planeten Mongo som ligger bakom det hela. Och nu börjar en sju och halvt år lång kamp om herraväldet över planeten Mongo innan Ming slutligen störtas. Resan dit kantas av fruktansvärda drakar, svekfulla förrädare, jättar, dvärgar, vackra prinsessor och fantasifull framtidsteknik.
Raymonds teckningar fulländades allt mer från vecka till vecka. Från början kan hans stil karaktäriseras som något valhänt och svulstig. Men efter drygt tre år är hans linjer säkra, skuggor och muskler sitter där de ska. Han har en elegant illustratörsstil som bildat skola för mängder av efterföljare. Den så kallade Raymond-stilen står i bjärt kontrast till den andra samtida förhärskande Caniff-stilen, uppkallad efter den amerikanske serieskaparen Milton Caniff (Terry och piraterna och Steve Canyon) som tvärtemot skapade spänning med hjälp av kontrast mellan svarta och ljusa ytor. 
Den sista Blixt Gordon-söndagssida som Raymond ritade publicerades den 30 april 1944. Själv hade redan två månader tidigare tagit värvning i marinen och han tjänstgjorde någonstans i Stilla Havet.
Hollywood var inte sen att haka på intresset för Blixt Gordon. Bara två efter serien startat hade den första filmserien premiär där huvudrollen spelades av den förre olympiske guldmedaljören i simning Larry ”Buster” Crabbe. Ytterligare två filmserier producerades 1938 och 1940. Den senare, Blixt Gordon och Purpurdöden (Flash Gordon Conquers the Universe) har visats på svensk TV två gånger. Under 1954 kunde man i amerikansk TV se en 39 avsnitt lång TV-serie om Blixt Gordon. Den senaste filmatiseringen är från 1980 då den elake Ming spelades av Max von Sydow och musiken framfördes av rockgruppen Queen. En ny film är planerad till 2006.

### Djungel-Jim
Samma datum som Blixt Gordon gjorde entré startade också Raymonds andra serie Djungel-Jim, placerad ovanför Blixt Gordon utgjorde den en tredjedel av sidan (Blixt Gordon tog upp de andra två tredjedelarna). Jim Bradley, som är huvudfigurens riktiga namn, var en äventyrare och storviltsjägare klart inspirerad av den verklige äventyraren Frank Buck. Handlingen var till en början inte så avancerad; Jim ställdes öga mot öga med diverse bestar som tigrar, lejon, gorillor, ja till och med en haj! När serieförfattaren Don Moore tog över manuset till serien i slutet av 1934 blev det bättre ordning. Men jämfört med Blixt Gordon kom Djungel-Jim alltid tvåa i jämförelse. Raymond lämnade serien i början av 1944.

### Agent X9
Som om det inte var nog att teckna två serier samtidigt åtog sig Raymond även arbetet att teckna King Features Syndicates nya deckarserie Agent X9 (Secret Agent X-9) som startade den 22 januari 1934. Till skillnad från Blixt Gordon och Djungel-Jim, som bara publicerades på söndagarna, var X9 en dagsstrippserie med fortsättning måndag till lördag.
Syndikatets idé var att ta upp kampen med Chester Goulds mycket populära polisserie Dick Tracy som startat tre år tidigare. För att försäkra sig om en succé anlitades ingen mindre än deckarförfattaren Dashiell Hammett (Riddarfalken från Malta) som manusförfattare. Hammett hade vid denna tidpunkt fem framgångsrika romaner bakom sig (och fler skulle det inte bli). Uppdraget som manusförfattare till Agent X9 kom att bli bland det sista som Hammett någonsin skrev. Inledningsberättelsen (som varade sju och en halv månad!) visade dock tydligt att det var skillnad på att skriva en roman och en fortsättningsserie till dagstidningar. Det blev en snårig berättelse, där den hemliga hjälten bekämpade organiserad brottslighet och läsarna hade svårt att hänga med.
Raymond kom bara att göra sex avsnitt av Agent X9 innan han lämnade över till andra tecknare i slutet av 1935. Arbetsbördan med att samtidigt rita tre serier blev helt enkelt övermäktig. Hammett stannade å sin sida bara ett år, innan andra (oftast anonyma) författare tog vid. Skaparen av romanerna om Helgonet, Leslie Charteris skrev serien under ett år 1935 – 1936.

### Rip Kirby
När Raymond återvände till det civila efter andra världskriget hade han planer på att ta upp Blixt Gordon igen. Men tidningssyndikatet hade redan tecknat ett fyraårskontrakt med tecknaren Austin Briggs för serien. Istället gav man Raymond möjlighet att skapa en ny egen serie. En serie som han dessutom själv skulle få äga rättigheterna till. Resultatet blev dagsstrippserien med amatördeckaren Rip Kirby (på svenska även kallad Peter Falk i vissa dagstidningar) som hade premiär den 4 mars 1946. 
Kirby var åtminstone delvis en ny typ av hjälte för Raymond. Där Blixt Gordon hade använt sin fysiska styrka, tog Kirby sin hjärna till hjälp. Rip Kirby var i mångt och mycket Raymonds eget alter ego; båda var återvändande från kriget, de spelade golf, rökte pipa och körde snabba sportbilar. För att öka på Kirbys intelligens försågs han med glasögon. Hans betjänt, Cecil Desmond, var en före detta engelsk inbrottstjuv med kassaskåp som specialitet. Bland de övriga i det fasta persongalleriet märks Kirbys flickvän, den vackra, blonda flickvännen Honey Dorian och hennes mörka rival Pagan Lee. Ärkeskurken Mangler rymmer ofta och gärna ur fängelset för att ställa till det för Kirby.
1949 erhöll Raymond seriepriset Reuben Award från det amerikanska National Cartoonist Society. Och nu hade Raymonds stil förändrats så att den med fog kan kallas fotorealistisk. Manusförfattaren Ward Greene som varit Raymond behjälplig tröttnade på att arbeta i det fördolda och 1952 tog istället Fred Dickenson över författandet. Rip Kirby publiceras sedan 1974 i svenska Agent X9.

### Död
På eftermiddagen den 6 september 1956 besökte Raymond sin serietecknande kollega Stan Drake (Eva & Jag) (The Heart of Juliet Jones). De bestämde sig för en provtur i Drakes nya sportbil. Efter ett tag tog Raymond över ratten och accelererade. Drake bad honom att sakta ned, men Raymond svarade inte utan körde rakt förbi en stoppskylt och hann sedan inte väja på den hala vägen. Bilen flög 20 meter genom luften och båda kastades ur bilen. Raymond avled omedelbart, Drake klarade sig som genom ett mirakel undan med avslitna öron och ett flertal frakturer. Efteråt kom det fram att Raymonds privatliv låg i spillror. Han hade separerat från sin fru och att han hade vårdats på sjukhus fyra gånger de senaste månaderna efter bilolyckor. Raymond blev 46 år.

## Betydelse och eftermäle
Raymond bildade tidigt skola för andra serietecknare. Alla de som övertog hans egna serier var dugliga och i en del fall mycket bra tecknare. Men ingen har lyckats överträffa Raymond. 
1940 startades den svartvita dagsstrippversionen av Blixt Gordon tecknad av Austin Briggs. Till skillnad från söndagsversionen, som nästan undantagslöst hade berättande texter inne i rutor (samma berättarteknik som exempelvis Prins Valiant har), så hade den dagliga versionen istället pratbubblor som de flesta andra serier. Samme Briggs övertog som redan nämnts ovan även söndagsversionen i färg 1944, samtidigt lades den dagliga serien ned. Briggs efterträddes i sin tur av Mac Raboy 1948. Dan Barry återupptog dagsstrippsversionen från 1951 och övertog även söndagsversionen när Mac Raboy dog 1967. Barry stannade på serien ända till 1990. Serien övertogs då av Bruce Jones (manus) och Ralph Reese (teckningar). 1993 lades den dagliga versionen ner igen. Mellan januari 1996 och 2003 tecknades och skrevs söndagsserien av Jim Keefe. Efter ett kontraktsbråk mellan Keefe och King Features Syndicate publiceras för närvarande repriser av serien i de amerikanska söndagsbilagorna.
Agent X9 övertogs först 1935 av Charles Flanders (senare King vid gränspolisen). I rask takt följde sedan tecknarna Nicholas Afonsky och Austin Briggs. Den som tecknat serien längst var Mel Graff som gjorde den 1940 – 1960. Graff hade en helt annan, mindre realistisk teckningsstil än Raymond. Graff gav den hittills anonyme agenten namnet Phil Corrigan och gifte dessutom bort honom. Graffs version av serien publicerades i början av 1970-talet i den svenska serietidningen Fantomen fast då under namnet Agent Kelly. 1975 flyttade serien över till serietidningen Agent X9 och man behöll namnet Agent Kelly för att läsarna inte skulle förväxla serien med senare versioner av serien Agent X9 som också publicerades i tidningen. Efter Graff tog tecknaren Bob Lubbers (alias Bob Lewis) över. Lubbers förde serien gradvis tillbaka mot en realistisk stil. 1967 övertog Raymonds främste lärjunge Al Williamson serien (med manus av Archie Goodwin). Williamson tecknade serien fram till 1980, då den betydligt mindre begåvade George Evans tog över manteln och fortsatte till serien slutligen lades ner den 10 februari 1996. 
Vid Raymonds frånfälle fanns det bara material som räckte i tre veckor färdigställt för Rip Kirby. Man fick snabbt utse en ersättare och valet föll på John Prentice som gjorde ett gott jobb att imitera Raymond till en början. Men efterhand blev hans stil alltmer slarvig och mekanisk, samtidigt som Fred Dickenson hade en osviklig förmåga att upprepa sina manus om och om igen. Prentice stannade på serien ända till 1999 då den lades ner den 26 juni.
Det finns mängder av andra tecknare på helt andra serier som är mer eller mindre inspirerade av Raymond. Al McWilliams tecknade serierna Tvillingplaneterna, Davy Jones och Toppreportrarna (de två senare har gått i svenska Agent X9) i en närliggande stil. Andra värda att nämna är engelsmännen John McLusky som under 1960-talet ritade serieversionen av James Bond och Harry Bishop som gjorde Matt Dillon (Gun Law) serieversionen av TV-serien Krutrök (Gunsmoke).